# Grammy a la cançó de l'any
El premi Grammy a la cançó de l'any (Grammy Award for Song of the Year) és entregat per The Recording Academy (oficialment, National Academy of Recording Arts and Sciences) dels Estats Units des de 1959, segons la guia oficial, "per a honorar la consecució artística, competència tècnica i excel·lència general en la indústria discogràfica, sense tenir en consideració les vendes d'àlbums o posició a les llistes".
El Grammy a la cançó de l'any està relacionat amb, però és conceptualment diferent del Grammy a la gravació de l'any o el Grammy a l'àlbum de l'any:
- Cançó de l'any: també s'atorga a un senzill o una pista individual, però el destinatari d'aquest premi és el compositor que realment va escriure les lletres i/o melodies de la cançó. "Cançó" en aquest context es refereix a la cançó com a composició, no la seva gravació.
- Gravació de l'any: s'atorga a un senzill o a una pista d'un àlbum. Aquest premi recau en l'intèrpret, el productor, l'enginyer de gravació i/o el mesclador d'aquesta cançó. En aquest sentit, "gravació" significa una cançó gravada en particular, no la seva composició o un àlbum de cançons.
- Àlbum de l'any: es concedeix a un àlbum sencer i es lliura el premi a l'artista, productor, enginyer de gravació i enginyer de masterització d'aquest àlbum. En aquest context, "àlbum" significa una col·lecció gravada de cançons (un LP, CD o paquet de descàrrega de diverses pistes), no les cançons individuals o les seves composicions.

## Guardonats
Un asterisc (*) indica que aquesta gravació també va guanyar el Grammy a l'àlbum de l'any.

### Dècada del 1950
| Any  | Guanyador(s)     | Obra       | Intèrpret(s)     | Nominats | Ref.  |
| ---- | ---------------- | ---------- | ---------------- | --- | ----- |
| 1959 | Domenico Modugno | "Volare" * | Domenico Modugno | - Paul Vance & Lee Pockriss per "Catch a Falling Star" interpretada per Perry Como - John Davenport & Eddie Cooley per "Fever" interpretada per Peggy Lee - Alan Jay Lerner & Frederick Loewe per "Theme to Gigi" interpretada per diversos artistes - Cy Coleman & Carolyn Leigh per "Witchcraft" interpretada per Frank Sinatra | [ 2 ] |

### Dècada del 1960
| Any  | Guanyador(s)                       | Obra                        | Intèrpret(s)                     | Nominats | Ref.   |
| ---- | ---------------------------------- | --------------------------- | -------------------------------- | --- | ------ |
| 1960 | Jimmy Driftwood                    | "The Battle of New Orleans" | Johnny Horton                    | - Sammy Cahn & Jimmy Van Heusen per "High Hopes" interpretada per Frank Sinatra - Karl Stutz & Edith Linderman per "I Know" interpretada per Perry Como - Paul Francis Webster & André Previn per "Like Young" interpretada per André Previn - Jule Styne & Stephen Sondheim per "Small World" interpretada per Johnny Mathis                                                  | [ 3 ]  |
| 1961 | Ernest Gold                        | "Theme of Exodus"           | Instrumental (diversos artistes) | - Charles Randolph Grean, Joe Allison & Audrey Allison per "He'll Have to Go" interpretada per Jim Reeves - Lew Spence, Marilyn Keith & Alan Bergman per "Nice 'n' Easy" interpretada per Frank Sinatra - Sammy Cahn & Jimmy Van Heusen per "The Second Time Around" interpretada per Andy Williams - Max Steiner per "Theme from A Summer Place" interpretada per Percy Faith | [ 4 ]  |
| 1962 | Henry Mancini Johnny Mercer        | "Moon River" *              | Henry Mancini                    | - Jimmy Dean per "Big Bad John" interpretada per Jimmy Dean - Hank Cochran per "A Little Bitty Tear" interpretada per Burl Ives - Tony Velona per "Lollipops and Roses" interpretada per Jack Jones - Jule Styne, Betty Comden & Adolph Green per "Make Someone Happy" interpretada per diversos artistes                                                                      | [ 5 ]  |
| 1963 | Leslie Bricusse Anthony Newley     | "What Kind of Fool Am I?"   | Sammy Davis Jr.                  | - Lionel Bart per "As Long as He Needs Me" interpretada per Shirley Bassey - Douglas Cross & George Cory per "I Left My Heart in San Francisco" interpretada per Tony Bennett - John Kander & Fred Ebb per "My Coloring Book" interpretada per Sandy Stewart - Richard Rodgers per "The Sweetest Sounds" interpretada per diversos artistes                                    | [ 6 ]  |
| 1964 | Henry Mancini Johnny Mercer        | "Days of Wine and Roses" *  | Henry Mancini                    | - Sammy Cahn & Jimmy Van Heusen per "Call Me Irresponsible" interpretada per Frank Sinatra - Sacha Distel & Jack Reardon per "The Good Life" interpretada per Tony Bennett - Sadie Vimmerstedt & Johnny Mercer per "I Wanna Be Around" interpretada per Tony Bennett - Burt Bacharach & Hal David per "Wives and Lovers" interpretada per Jack Jones                           | [ 7 ]  |
| 1965 | Jerry Herman                       | "Hello, Dolly!"             | Louis Armstrong                  | - John Lennon & Paul McCartney per "A Hard Day's Night" interpretada per The Beatles - Henry Mancini, Ray Evans & Jay Livingston per "Dear Heart" interpretada per Andy Williams - Jule Styne & Bob Merrill per "People" interpretada per Barbra Streisand - Leslie Bricusse & Anthony Newley per "Who Can I Turn To?" interpretada per Tony Bennett                           | [ 8 ]  |
| 1966 | Paul Francis Webster Johnny Mandel | "The Shadow of Your Smile"  | Tony Bennett                     | - Michel Legrand, Norman Gimbel & Jacques Demy per "I Will Wait for You" interpretada per Connie Francis - Jimmy Van Heusen & Sammy Cahn per "The September of My Years" interpretada per Frank Sinatra - John Lennon & Paul McCartney per "Yesterday" interpretada per The Beatles - Roger Miller per "King of the Road" interpretada per Roger Miller                        |        |
| 1967 | John Lennon Paul McCartney         | "Michelle"                  | The Beatles                      | - John Barry & Don Black per "Born Free" interpretada per Andy Williams - Mitch Leigh & Joe Darion per "The Impossible Dream" interpretada per Richard Kiley - Paul Francis Webster & Maurice Jarre per "Somewhere, My Love" interpretada per Ray Conniff - Bert Kaempfert, Charles Singleton & Eddie Snyder per "Strangers in the Night" interpretada per Frank Sinatra       |        |
| 1968 | Jimmy Webb                         | "Up, Up, and Away" *        | The 5th Dimension                | - Jimmy Webb per "By the Time I Get to Phoenix" interpretada per Glen Campbell - Tom Jones & Harvey Schmidt per "My Cup Runneth Over" interpretada per Ed Ames - Bobbie Gentry per "Ode to Billie Joe" interpretada per Bobbie Gentry - John Hartford per "Gentle on My Mind" interpretada per Glen Campbell                                                                   | [ 9 ]  |
| 1969 | Bobby Russell                      | "Little Green Apples"       | O. C. Smith                      | - Tom T. Hall per "Harper Valley PTA" interpretada per Jeannie C. Riley - John Lennon & Paul McCartney per "Hey Jude" interpretada per The Beatles - Bobby Russell per "Honey" interpretada per Bobby Goldsboro - Paul Simon per "Mrs. Robinson" interpretada per Simon & Garfunkel                                                                                            | [ 10 ] |

### Dècada del 1970
| Any  | Guanyador(s)                                      | Obra                                                                        | Intèrpret(s)                   | Nominats | Ref.   |
| ---- | ------------------------------------------------- | --------------------------------------------------------------------------- | ------------------------------ | --- | ------ |
| 1970 | Joe South                                         | "Games People Play"                                                         | Joe South                      | - Larry Kusik, Eddie Snyder & Nino Rota per "A Time For Us" interpretada per Henry Mancini - David Clayton-Thomas per "Spinning Wheel" interpretada per Blood, Sweat & Tears - Burt Bacharach & Hal David per "I'll Never Fall in Love Again" interpretada per Dionne Warwick - Burt Bacharach & Hal David per "Raindrops Keep Fallin' on My Head" interpretada per B. J. Thomas | [ 11 ] |
| 1971 | Paul Simon                                        | "Bridge over Troubled Water" *                                              | Simon & Garfunkel              | - Ray Stevens per "Everything Is Beautiful" interpretada per Ray Stevens - James Taylor per "Fire and Rain" interpretada per James Taylor - John Lennon & Paul McCartney per "Let it Be" interpretada per The Beatles - Roger Nichols & Paul Williams per "We've Only Just Begun" interpretada per The Carpenters                                                                | [ 12 ] |
| 1972 | Carole King                                       | "You've Got a Friend"                                                       | James Taylor & Carole King     | - Kris Kristofferson per "Help Me Make It Through the Night" interpretada per Kris Kristofferson - Sid Wayne & Armando Manzanero per "It's Impossible" interpretada per Perry Como - Kris Kristofferson & Fred Foster per "Me and Bobby McGee" interpretada per Janis Joplin - Joe South per "(I Never Promised You a) Rose Garden" interpretada per Lynn Anderson               | [ 13 ] |
| 1973 | Ewan MacColl                                      | "The First Time Ever I Saw Your Face" *                                     | Roberta Flack                  | - Gilbert O'Sullivan per "Alone Again (Naturally)" interpretada per Gilbert O'Sullivan - Don McLean per "American Pie" interpretada per Don McLean - Neil Diamond per "Song Sung Blue" interpretada per Neil Diamond - Alan and Marilyn Bergman & Michel Legrand per "The Summer Knows" interpretada per Michel Legrand                                                          | [ 14 ] |
| 1974 | Norman Gimbel Charles Fox                         | "Killing Me Softly with His Song" *                                         | Roberta Flack                  | - Kenny O'Dell per "Behind Closed Doors" interpretada per Charlie Rich - Stevie Wonder per "You Are the Sunshine of My Life" interpretada per Stevie Wonder - Carly Simon per "You're So Vain" interpretada per Carly Simon - Irwin Levine & L. Russell Brown per "Tie a Yellow Ribbon Round the Ole Oak Tree" interpretada per Dawn featuring Tony Orlando                      | [ 15 ] |
| 1975 | Alan and Marilyn Bergman Marvin Hamlisch          | "The Way We Were"                                                           | Barbra Streisand               | - Gene McDaniels per "Feel Like Makin' Love" interpretada per Roberta Flack - Jeff Barry & Peter Allen per "I Honestly Love You" interpretada per Olivia Newton-John - David Nichtern per "Midnight at the Oasis" interpretada per Maria Muldaur - Paul Williams & Ken Ascher per "You and Me Against the World" interpretada per Helen Reddy                                    |        |
| 1976 | Stephen Sondheim                                  | "Send in the Clowns"                                                        | Judy Collins                   | - Janis Ian per "At Seventeen" interpretada per Janis Ian - Morris Albert per "Feelings" interpretada per Morris Albert - Neil Sedaka & Howard Greenfield per "Love Will Keep Us Together" interpretada per Captain & Tennille - Larry Weiss per "Rhinestone Cowboy" interpretada per Glen Campbell                                                                              | [ 16 ] |
| 1977 | Bruce Johnston                                    | "I Write the Songs"                                                         | Barry Manilow                  | - Bill Danoff per "Afternoon Delight" interpretada per Starland Vocal Band - Neil Sedaka & Howard Greenfield per "Breaking Up Is Hard to Do" interpretada per Neil Sedaka - Leon Russell per "This Masquerade" interpretada per George Benson - Gordon Lightfoot per "The Wreck of the Edmund Fitzgerald" interpretada per Gordon Lightfoot                                      | [ 17 ] |
| 1978 | Barbra Streisand Paul Williams / Joe Brooks (Tie) | "Evergreen (Love Theme from A Star Is Born)" / "You Light Up My Life" (Tie) | Barbra Streisand / Debby Boone | - Richard Leigh per "Don't It Make My Brown Eyes Blue" interpretada per Crystal Gayle - Don Felder, Don Henley & Glenn Frey per "Hotel California" interpretada per the Eagles - Marvin Hamlisch & Carole Bayer Sager per "Nobody Does It Better" interpretada per Carly Simon - Allen Toussaint per "Southern Nights" interpretada per Glen Campbell                            | [ 18 ] |
| 1979 | Billy Joel                                        | "Just the Way You Are" *                                                    | Billy Joel                     | - Barry Gibb, Robin Gibb & Maurice Gibb per "Stayin' Alive" interpretada per Bee Gees - Lionel Richie per "Three Times a Lady" interpretada per the Commodores - Neil Diamond & Alan and Marilyn Bergman per "You Don't Bring Me Flowers" interpretada per Neil Diamond & Barbra Streisand - Randy Goodrum per "You Needed Me" interpretada per Anne Murray                      | [ 19 ] |

### Dècada del 1980
| Any  | Guanyador(s)                               | Obra                              | Intèrpret(s)                                                         | Nominats | Ref.   |
| ---- | ------------------------------------------ | --------------------------------- | -------------------------------------------------------------------- | --- | ------ |
| 1980 | Kenny Loggins Michael McDonald             | "What a Fool Believes" *          | The Doobie Brothers                                                  | - David Foster, Jay Graydon & Bill Champlin per "After the Love Has Gone" interpretada per Earth, Wind & Fire - Rickie Lee Jones per "Chuck E.'s in Love" interpretada per Rickie Lee Jones - Billy Joel per "Honesty" interpretada per Billy Joel - Dino Fekaris & Freddie Perren per "I Will Survive" interpretada per Gloria Gaynor - Lester Abrams & Michael McDonald per "Minute by Minute" interpretada per The Doobie Brothers - Dino Fekaris & Freddie Perren per "Reunited" interpretada per Peaches & Herb - Steve Gibb per "She Believes in Me" interpretada per Kenny Rogers | [ 20 ] |
| 1981 | Christopher Cross                          | "Sailing" *                       | Christopher Cross                                                    | - Michael Gore & Dean Pitchford per "Fame" interpretada per Irene Cara - Amanda McBroom per "The Rose" interpretada per Bette Midler - Lionel Richie per "Lady" interpretada per Kenny Rogers - John Kander & Fred Ebb per "Theme from New York, New York" interpretada per Frank Sinatra - Barry Gibb & Robin Gibb per "Woman in Love" interpretada per Barbra Streisand | [ 21 ] |
| 1982 | Donna Weiss Jackie DeShannon               | "Bette Davis Eyes" *              | Kim Carnes                                                           | - Peter Allen, Burt Bacharach, Carole Bayer Sager & Christopher Cross per "Arthur's Theme (Best That You Can Do)" interpretada per Christopher Cross - Lionel Richie per "Endless Love" interpretada per Diana Ross & Lionel Richie - Bill Withers, William Salter & Ralph MacDonald per "Just the Two of Us" interpretada per Grover Washington Jr. with Bill Withers - Dolly Parton per "9 to 5" interpretada per Dolly Parton | [ 22 ] |
| 1983 | Johnny Christopher Mark James Wayne Carson | "Always on My Mind"               | Willie Nelson                                                        | - Paul McCartney per "Ebony and Ivory" interpretada per Paul McCartney & Stevie Wonder - David Paich per "Rosanna" interpretada per Toto - Frankie Sullivan & Jim Peterik per "Eye of the Tiger" interpretada per Survivor - Donald Fagen per "I.G.Y. (What a Beautiful World)" interpretada per Donald Fagen | [ 23 ] |
| 1984 | Sting                                      | "Every Breath You Take"           | The Police                                                           | - Lionel Richie per "All Night Long (All Night)" interpretada per Lionel Richie - Michael Jackson per "Beat It" interpretada per Michael Jackson - Michael Jackson per "Billie Jean" interpretada per Michael Jackson - Michael Sembello & Dennis Matkosky per "Maniac" interpretada per Michael Sembello |        |
| 1985 | Graham Lyle Terry Britten                  | "What's Love Got to Do with It" * | Tina Turner                                                          | - Phil Collins per "Against All Odds (Take a Look at Me Now)" interpretada per Phil Collins - Lionel Richie per "Hello" interpretada per Lionel Richie - Stevie Wonder per "I Just Called to Say I Love You" interpretada per Stevie Wonder - Cyndi Lauper & Rob Hyman per "Time after Time" interpretada per Cyndi Lauper | [ 24 ] |
| 1986 | Michael Jackson Lionel Richie              | "We Are the World" *              | USA for Africa                                                       | - Mark Knopfler & Sting per "Money for Nothing" interpretada per Dire Straits - Don Henley & Mike Campbell per "The Boys of Summer" interpretada per Don Henley - Daryl Hall per "Everytime You Go Away" interpretada per Paul Young - Mick Jones per "I Want to Know What Love Is" interpretada per Foreigner | [ 25 ] |
| 1987 | Burt Bacharach Carole Bayer Sager          | "That's What Friends Are For"     | Dionne Warwick & Friends (Elton John, Gladys Knight & Stevie Wonder) | - Peter Gabriel per "Sledgehammer" interpretada per Peter Gabriel - Robert Palmer per "Addicted to Love" interpretada per Robert Palmer - Steve Winwood & Will Jennings per "Higher Love" interpretada per Steve Winwood - Paul Simon per "Graceland" interpretada per Paul Simon | [ 26 ] |
| 1988 | James Horner Barry Mann Cynthia Weil       | "Somewhere Out There"             | Linda Ronstadt & James Ingram                                        | - Ritchie Valens per "La Bamba" interpretada per Los Lobos - Adam Clayton, David Evans, Larry Mullen, Jr. & Paul Hewson per "I Still Haven't Found What I'm Looking For" interpretada per U2 - Suzanne Vega per "Luka" interpretada per Suzanne Vega - Michael Masser & Will Jennings per "Didn't We Almost Have It All" interpretada per Whitney Houston | [ 27 ] |
| 1989 | Bobby McFerrin                             | "Don't Worry, Be Happy" *         | Bobby McFerrin                                                       | - Anita Baker, Skip Scarborough & Randy Holland per "Giving You the Best That I Got" interpretada per Anita Baker - Tracy Chapman per "Fast Car" interpretada per Tracy Chapman - Sting per "Be Still My Beating Heart" interpretada per Sting - Brenda Russell, Jeff Hall & Scott Cutler per "Piano in the Dark" interpretada per Brenda Russell | [ 28 ] |

### Dècada del 1990
| Any  | Guanyador(s)                                | Obra                      | Intèrpret(s)                   | Nominats | Ref.   |
| ---- | ------------------------------------------- | ------------------------- | ------------------------------ | --- | ------ |
| 1990 | Larry Henley Jeff Silbar                    | "Wind Beneath My Wings" * | Bette Midler                   | - Barry Mann, Cynthia Weil & Tom Snow per "Don't Know Much" interpretada per Linda Ronstadt & Aaron Neville - Don Henley & Bruce Hornsby per "The End of the Innocence" interpretada per Don Henley - Billy Joel per "We Didn't Start the Fire" interpretada per Billy Joel - Mike Rutherford & B. A. Robertson per "The Living Years" interpretada per Mike + The Mechanics                           | [ 29 ] |
| 1991 | Julie Gold                                  | "From a Distance"         | Bette Midler                   | - Mariah Carey & Ben Margulies per "Vision of Love" interpretada per Mariah Carey - Phil Collins per "Another Day in Paradise" interpretada per Phil Collins - Prince per "Nothing Compares 2 U" interpretada per Sinéad O'Connor - Chynna Phillips, Glen Ballard & Carnie Wilson per "Hold On" interpretada per Wilson Phillips                                                                       | [ 30 ] |
| 1992 | Irving Gordon                               | "Unforgettable" *         | Natalie Cole amb Nat King Cole | - Bryan Adams, Robert Lange & Michael Kamen per "(Everything I Do) I Do It for You" interpretada per Bryan Adams - Amy Grant & Keith Thomas per "Baby Baby" interpretada per Amy Grant - Bill Berry, Peter Buck, Mike Mills & Michael Stipe per "Losing My Religion" interpretada per R.E.M. - Marc Cohn per "Walking in Memphis" interpretada per Marc Cohn                                           | [ 31 ] |
| 1993 | Eric Clapton Will Jennings                  | "Tears in Heaven" *       | Eric Clapton                   | - Don Von Tress per "Achy Breaky Heart" interpretada per Billy Ray Cyrus - Alan Menken & Howard Ashman per "Beauty and the Beast" interpretada per Celine Dion & Peabo Bryson - k.d. lang & Ben Mink per "Constant Craving" interpretada per k.d. lang - Wendy Waldman, Jon Lind & Phil Galdston per "Save the Best for Last" interpretada per Vanessa Williams                                        | [ 32 ] |
| 1994 | Alan Menken Tim Rice                        | "A Whole New World"       | Peabo Bryson & Regina Belle    | - Billy Joel per "The River of Dreams" interpretada per Billy Joel - Jim Steinman per "I'd Do Anything for Love (But I Won't Do That)" interpretada per Meat Loaf - Sting per "If I Ever Lose My Faith in You" interpretada per Sting - Neil Young per "Harvest Moon" interpretada per Neil Young | [ 33 ] |
| 1995 | Bruce Springsteen                           | "Streets of Philadelphia" | Bruce Springsteen              | - David Baerwald, Bill Bottrell, Wyn Cooper, Sheryl Crow & Kevin Gilbert per "All I Wanna Do" interpretada per Sheryl Crow - Elton John & Tim Rice per "Can You Feel the Love Tonight" interpretada per Elton John - Elton John & Tim Rice per "Circle of Life" interpretada per Elton John - Gary Baker & Frank J. Myers per "I Swear" versions interpretades per John Michael Montgomery & All-4-One | [ 34 ] |
| 1996 | Seal                                        | "Kiss from a Rose" *      | Seal                           | - Eric Bazilian per "One of Us" interpretada per Joan Osborne - Maribeth Derry, Sam Diamond & Jennifer Kimball per "I Can Love You Like That" versions performed by John Michael Montgomery & All-4-One - R. Kelly per "You Are Not Alone" interpretada per Michael Jackson - Glen Ballard & Alanis Morissette per "You Oughta Know" interpretada per Alanis Morissette                                | [ 35 ] |
| 1997 | Gordon Kennedy Wayne Kirkpatrick Tommy Sims | "Change the World" *      | Eric Clapton                   | - Tracy Chapman per "Give Me One Reason" interpretada per Tracy Chapman - Diane Warren per "Because You Loved Me" interpretada per Celine Dion - Bill Mack per "Blue" interpretada per LeAnn Rimes - Kenneth "Babyface" Edmonds per "Exhale (Shoop Shoop)" interpretada per Whitney Houston | [ 36 ] |
| 1998 | Shawn Colvin John Leventhal                 | "Sunny Came Home" *       | Shawn Colvin                   | - Eric Stefani & Gwen Stefani per "Don't Speak" interpretada per No Doubt - Diane Warren per "How Do I Live" versions interpretades per LeAnn Rimes & Trisha Yearwood - Paula Cole per "Where Have All the Cowboys Gone?" interpretada per Paula Cole - R. Kelly per "I Believe I Can Fly" interpretada per R. Kelly                                                                                   | [ 37 ] |
| 1999 | James Horner Will Jennings                  | "My Heart Will Go On" *   | Celine Dion                    | - Diane Warren per "I Don't Want to Miss a Thing" interpretada per Aerosmith - John Rzeznik per "Iris" interpretada per The Goo Goo Dolls - Kirk Franklin per "Lean on Me" interpretada per Kirk Franklin - Robert Lange & Shania Twain per "You're Still the One" interpretada per Shania Twain | [ 38 ] |

### Dècada del 2000
| Any  | Guanyador(s)                                           | Obra                                      | Intèrpret(s)                 | Nominats | Ref.   |
| ---- | ------------------------------------------------------ | ----------------------------------------- | ---------------------------- | --- | ------ |
| 2000 | Itaal Shur Rob Thomas                                  | "Smooth" *                                | Santana featuring Rob Thomas | - Andreas Carlsson & Max Martin per "I Want It That Way" interpretada per Backstreet Boys - Desmond Child & Robi Dräco Rosa per "Livin' la Vida Loca" interpretada per Ricky Martin - Tionne "T-Boz" Watkins & Dallas Austin per "Unpretty" interpretada per TLC - Shania Twain & Robert Lange per "You've Got a Way" interpretada per Shania Twain | [ 39 ] |
| 2001 | Adam Clayton David Evans Larry Mullen Jr. Paul Hewson  | "Beautiful Day" *                         | U2                           | - Beyoncé Knowles, Rodney Jerkins, LaShawn Daniels, Fred Jerkins III, LeToya, LaTavia Roberson & Kelly Rowland per "Say My Name" interpretada per Destiny's Child - Macy Gray, Jinsoo Lim, Jeremy Ruzumna & David Wilder per "I Try" interpretada per Macy Gray - Stephanie Bentley & Holly Lamar per "Breathe" interpretada per Faith Hill - Mark Sanders & Tia Sillers per "I Hope You Dance" interpretada per Lee Ann Womack                                       | [ 40 ] |
| 2002 | Alicia Keys                                            | "Fallin'"                                 | Alicia Keys                  | - India.Arie, Carlos "Six July" Broady & Shannon Sanders per "Video" interpretada per India.Arie - Charlie Colin, Rob Hotchkiss, Patrick Monahan, Jimmy Stafford & Scott Underwood per "Drops of Jupiter (Tell Me)" interpretada per Train - Adam Clayton, David Evans, Larry Mullen, Jr. & Paul Hewson per "Stuck in a Moment You Can't Get Out Of" interpretada per U2 - Nelly Furtado per "I'm Like a Bird" interpretada per Nelly Furtado                         | [ 41 ] |
| 2003 | Jesse Harris                                           | "Don't Know Why" *                        | Norah Jones                  | - Vanessa Carlton per "A Thousand Miles" interpretada per Vanessa Carlton - Avril Lavigne & The Matrix per "Complicated" interpretada per Avril Lavigne - Bruce Springsteen per "The Rising" interpretada per Bruce Springsteen - Alan Jackson per "Where Were You (When the World Stopped Turning)" interpretada per Alan Jackson | [ 42 ] |
| 2004 | Richard Marx Luther Vandross                           | "Dance with My Father"                    | Luther Vandross              | - Linda Perry per "Beautiful" interpretada per Christina Aguilera - Avril Lavigne & The Matrix per "I'm with You" interpretada per Avril Lavigne - Jorge Calderón & Warren Zevon per "Keep Me In Your Heart" interpretada per Warren Zevon - Jeff Bass, M. Mathers & Luis Resto per "Lose Yourself" interpretada per Eminem | [ 43 ] |
| 2005 | John Mayer                                             | "Daughters"                               | John Mayer                   | - Alicia Keys per "If I Ain't Got You" interpretada per Alicia Keys - Rhymefest & Kanye West per "Jesus Walks" interpretada per Kanye West - Tim Nichols & Craig Wiseman for "Live Like You Were Dying" performed by Tim McGraw - Daniel Estrin & Douglas Robb per "The Reason" interpretada per Hoobastank | [ 44 ] |
| 2006 | Adam Clayton David Evans Larry Mullen Jr. Paul Hewson  | "Sometimes You Can't Make It on Your Own" | U2                           | - Johntá Austin, Babyface, Mariah Carey, Jermaine Dupri, Manuel Seal Jr., Darnell Bristol, Sid Johnson, Patrick Moten, Sandra Sully & Bobby Womack per "We Belong Together" interpretada per Mariah Carey - Bobby Boyd, Jeff Hanna & Marcus Hummon per "Bless the Broken Road" interpretada per Rascal Flatts - Bruce Springsteen per "Devils & Dust" interpretada per Bruce Springsteen - John Legend & will.i.am per "Ordinary People" interpretada per John Legend | [ 45 ] |
| 2007 | Emily Robison Martie Maguire Natalie Maines Dan Wilson | "Not Ready to Make Nice" *                | Dixie Chicks                 | - Johnta Austin, Mary J. Blige, Bryan-Michael Cox & Jason Perry per "Be Without You" interpretada per Mary J. Blige - James Blunt, Amanda Ghost & Sacha Skarbek per "You're Beautiful" interpretada per James Blunt - John Beck, Steve Chrisanthou & Corinne Bailey Rae per "Put Your Records On" interpretada per Corinne Bailey Rae - Brett James, Hillary Lindsey & Gordie Sampson per "Jesus, Take the Wheel" interpretada per Carrie Underwood                   | [ 46 ] |
| 2008 | Amy Winehouse                                          | "Rehab" *                                 | Amy Winehouse                | - Josh Kear & Chris Tompkins per "Before He Cheats" interpretada per Carrie Underwood - Tom Higgenson per "Hey There Delilah" interpretada per Plain White T's - Corinne Bailey Rae per "Like a Star" interpretada per Corinne Bailey Rae - Kuk Harrell, Shawn Carter, Christopher Stewart & The-Dream per "Umbrella" interpretada per Rihanna featuring Jay-Z | [ 47 ] |
| 2009 | Guy Berryman Jonny Buckland Will Champion Chris Martin | "Viva la Vida"                            | Coldplay                     | - Estelle, Keith Harris, John Legend, Josh Lopez, Caleb Speir, Kanye West & will.i.am per "American Boy" interpretada per Estelle featuring Kanye West - Adele Adkins & Eg White per "Chasing Pavements" interpretada per Adele - Jason Mraz per "I'm Yours" interpretada per Jason Mraz - Sara Bareilles per "Love Song" interpretada per Sara Bareilles | [ 48 ] |

### Dècada del 2010
| Any  | Guanyador(s) | Obra                                | Intèrpret(s)                 | Nominats | Ref.          |
| ---- | --- | ----------------------------------- | ---------------------------- | --- | ------------- |
| 2010 | Thaddis Harrell Beyoncé Knowles Terius Nash Christopher Stewart                                                                      | "Single Ladies (Put a Ring on It)"  | Beyoncé                      | - Lady Gaga & RedOne per "Poker Face" interpretada per Lady Gaga - Hod David & Musze per "Pretty Wings" interpretada per Maxwell - Caleb Followill, Jared Followill, Matthew Followill & Nathan Followill per "Use Somebody" interpretada per Kings of Leon - Liz Rose & Taylor Swift per "You Belong With Me" interpretada per Taylor Swift | [ 49 ]        |
| 2011 | Dave Haywood Josh Kear Charles Kelley Hillary Scott                                                                                  | "Need You Now" *                    | Lady Antebellum              | - Ray LaMontagne per "Beg Steal Or Borrow" performed by Ray LaMontagne and The Pariah Dogs - Brody Brown, Cee Lo Green, Ari Levine, Philip Lawrence & Bruno Mars per "F**k You" performed by Cee Lo Green - Tom Douglas & Allen Shamblin per "The House That Built Me" interpretada per Miranda Lambert - Alexander Grant, Skylar Grey & Marshall Mathers per "Love the Way You Lie" interpretada per Eminem featuring Rihanna | [ 50 ]        |
| 2012 | Adele Adkins Paul Epworth | "Rolling in the Deep" *             | Adele                        | - Jeff Bhasker, Stacy Ferguson, Malik Jones, Warren Trotter & Kanye West per "All of the Lights" interpretada per Kanye West featuring Rihanna, Kid Cudi & Fergie - Ted Dwane, Ben Lovett, Marcus Mumford & Country Winston per "The Cave" interpretada per Mumford & Sons - Brody Brown, Claude Kelly, Philip Lawrence, Ari Levine, Bruno Mars & Andrew Wyatt per "Grenade" interpretada per Bruno Mars - Justin Vernon per "Holocene" interpretada per Bon Iver | [ 51 ]        |
| 2013 | Nate Ruess Jack Antonoff Jeff Bhasker Andrew Dost                                                                                    | "We Are Young"                      | Fun. featuring Janelle Monáe | - Ed Sheeran per "The A Team" interpretada per Ed Sheeran - Miguel Pimentel per "Adorn" interpretada per Miguel - Tavish Crowe, Carly Rae Jepsen & Josh Ramsay per "Call Me Maybe" interpretada per Carly Rae Jepsen - Jörgen Elofsson, David Gamson, Greg Kurstin & Ali Tamposi per "Stronger (What Doesn't Kill You)" interpretada per Kelly Clarkson | [ 52 ]        |
| 2014 | Joel Little Ella Yelich-O'Connor | "Royals"                            | Lorde                        | - Jeff Bhasker, Pink & Nate Ruess per "Just Give Me a Reason" interpretada per Pink featuring Nate Ruess - Philip Lawrence, Ari Levine & Bruno Mars per "Locked Out of Heaven" interpretada per Bruno Mars - Lukasz Gottwald, Max Martin, Bonnie McKee, Katy Perry & Henry Walter per "Roar" interpretada per Katy Perry - Ben Haggerty, Mary Lambert & Ryan Lewis per "Same Love" interpretada per Macklemore & Ryan Lewis featuring Mary Lambert | [ 53 ]        |
| 2015 | James Napier William Phillips Sam Smith                                                                                              | "Stay with Me" (versió Darkchild) * | Sam Smith                    | - Andrew Hozier-Byrne per "Take Me to Church" interpretada per Hozier - Sia Furler & Jesse Shatkin per "Chandelier" interpretada per Sia - Max Martin, Shellback & Taylor Swift per "Shake It Off" interpretada per Taylor Swift - Kevin Kadish & Meghan Trainor per "All About That Bass" interpretada per Meghan Trainor | [ 54 ]        |
| 2016 | Ed Sheeran Amy Wadge | "Thinking Out Loud"                 | Ed Sheeran                   | - Kendrick Duckworth, Mark Anthony Spears & Pharrell Williams per "Alright" interpretada per Kendrick Lamar - Max Martin, Shellback & Taylor Swift per "Blank Space" interpretada per Taylor Swift - Hillary Lindsey, Lori McKenna & Liz Rose per "Girl Crush" interpretada per Little Big Town - Andrew Cedar, Justin Franks, Charles Puth & Cameron Thomaz per "See You Again" interpretada per Wiz Khalifa featuring Charlie Puth | [ 55 ]        |
| 2017 | Adele Adkins Greg Kurstin | "Hello" *                           | Adele                        | - Khalif Brown, Asheton Hogan, Beyoncé Knowles & Michael Len Williams II per "Formation" interpretada per Beyoncé - Mike Posner per "I Took a Pill in Ibiza" interpretada per Mike Posner - Justin Bieber, Benjamin Levin & Ed Sheeran per "Love Yourself" interpretada per Justin Bieber - Lukas Forchammer, Stefan Forrest, Morten Pilegaard & Morten Ristorp per "7 Years" interpretada per Lukas Graham | [ 56 ]        |
| 2018 | Christopher Brody Brown James Fauntleroy Philip Lawrence Bruno Mars Ray Charles McCullough II Jeremy Reeves Ray Romulus Jonathan Yip | "That's What I Like"                | Bruno Mars                   | - Ramón Ayala Rodríguez, Justin Bieber, Jason Boyd, Erika Ender, Luis Fonsi & Marty James Garton Jr per "Despacito" interpretada per Luis Fonsi & Daddy Yankee ft. Justin Bieber - Shawn Carter & Dion Wilson per "4:44" interpretada per Jay-Z - Benjamin Levin, Mikkel Storleer Eriksen, Tor Erik Hermansen, Julia Michaels & Justin Drew Tranter per "Issues" interpretada per Julia Michaels - Alessia Caracciolo, Sir Robert Bryson Hall II, Arjun Ivatury, Khalid Robinson & Andrew Taggart per "1-800-273-8255 (cançó)\|1-800-273-8255" interpretada per Logic ft. Alessia Cara & Khalid | [ 57 ]        |
| 2019 | Donald Glover Ludwig Göransson Jeffery Lamar Williams                                                                                | "This Is America" *                 | Childish Gambino             | - Kendrick Duckworth, Solána Rowe, Al Shuckburg, Mark Anthony Spears & Anthony Tiffith per "All the Stars" interpretada per Kendrick Lamar & SZA - Larrance Dopson, Joelle James, Ella Mai & Dijon McFarlane per "Boo'd Up" interpretada per Ella Mai - Aubrey Graham, Daveon Jackson, Brock Korsan, Ron LaTour, Matthew Samuels & Noah Shebib per "God's Plan" interpretada per Drake - Teddy Geiger, Scott Harris, Shawn Mendes & Geoffrey Warburton per "In My Blood" interpretada per Shawn Mendes - Brandi Carlile, Dave Cobb, Phil Hanseroth & Tim Hanseroth per "The Joke" interpretada per Brandi Carlile - Sarah Aarons, Jordan K. Johnson, Stefan Johnson, Marcus Lomax, Kyle Trewartha, Michael Trewartha & Anton Zaslavski per "The Middle" interpretada per Zedd, Maren Morris & Grey - Lady Gaga, Mark Ronson, Anthony Rossomando & Andrew Wyatt per "Shallow" interpretada per Lady Gaga & Bradley Cooper | [ 58 ] [ 59 ] |

### 2020s
| Any  | Guanyador(s)                                                        | Obra                    | Intèrpret(s)   | Nominats | Ref.   |
| ---- | ------------------------------------------------------------------- | ----------------------- | -------------- | --- | ------ |
| 2020 | Billie Eilish O'Connell Finneas O'Connell                           | "Bad Guy" *             | Billie Eilish  | - Natalie Hemby, Lady Gaga, Hillary Lindsey & Lori McKenna per "Always Remember Us This Way" interpretada per Lady Gaga - Brandi Carlile, Phil Hanseroth, Tim Hanseroth & Tanya Tucker per "Bring My Flowers Now" interpretada per Tanya Tucker - Ruby Amanfu, Sam Ashworth, D. Arcelious Harris, H.E.R. & Rodney Jerkins per "Hard Place" interpretada per H.E.R. - Taylor Swift per "Lover" interpretada per Taylor Swift - Jack Antonoff & Lana Del Rey per "Norman Fucking Rockwell" interpretada per Lana Del Rey - Tom Barnes, Lewis Capaldi, Pete Kelleher, Benjamin Kohn & Sam Roman per "Someone You Loved" interpretada per Lewis Capaldi - Steven Cheung, Eric Frederic, Melissa Jefferson & Jesse Saint John per "Truth Hurts" interpretada per Lizzo | [ 60 ] |
| 2021 | Dernst Emile II H.E.R. Tiara Thomas                                 | "I Can't Breathe"       | H.E.R.         | - Denisia Andrews, Beyoncé, Stephen Bray, Shawn Carter, Brittany Coney, Derek James Dixie, Akil King, Kim "Kaydence" Krysiuk & Rickie "Caso" Tice per "Black Parade" interpretada per Beyoncé - Samuel Gloade, Rodrick Moore, Adarius Moragne, Eric Sloan, Larrance Dopson & Khirye Anthony Tyler per "The Box" interpretada per Roddy Ricch - Aaron Dessner & Taylor Swift per "Cardigan" interpretada per Taylor Swift - Louis Bell, Adam Feeney, Kaan Gunesberk, Austin Post & Billy Walsh per "Circles" interpretada per Post Malone - Caroline Ailin, Ian Kirkpatrick, Dua Lipa & Emily Warren per "Don't Start Now" interpretada per Dua Lipa - Billie Eilish O'Connell & Finneas O'Connell per "Everything I Wanted" interpretada per Billie Eilish - Julia Michaels & JP Saxe per "If the World Was Ending" interpretada per JP Saxe amb Julia Michaels | [ 61 ] |
| 2022 | Brandon Anderson Christopher Brody Brown Dernst Emile II Bruno Mars | "Leave the Door Open" * | Silk Sonic     | - Fred Gibson, Johnny McDaid & Ed Sheeran per "Bad Habits" interpretada per Ed Sheeran - Ruby Amanfu, Brandi Carlile, Brandy Clark, Alicia Keys, Hillary Lindsey, Lori McKenna, Linda Perry & Hailey Whitters per "A Beautiful Noise" interpretada per Alicia Keys & Brandi Carlile - Daniel Nigro & Olivia Rodrigo per "Drivers License" interpretada per Olivia Rodrigo - Dernst Emile II, H.E.R. & Tiara Thomas per "Fight for You" interpretada per H.E.R. - Billie Eilish O'Connell & Finneas O'Connell per "Happier Than Ever" interpretada per Billie Eilish - Rogét Chahayed, Amala Zandile Dlamini, Lukasz Gottwald, Carter Lang, Gerard A. Powell II, Solána Rowe & David Sprecher per "Kiss Me More" interpretada per Doja Cat amb SZA - Denzel Baptiste, David Biral, Omer Fedi, Montero Hill & Roy Lenzo per "Montero (Call Me by Your Name)" interpretada per Lil Nas X - Louis Bell, Justin Bieber, Giveon Dezmann Evans, Bernard Harvey, Felisha "Fury" King, Matthew Sean Leon, Luis Manuel Martinez Jr., Aaron Simmonds, Ashton Simmonds, Andrew Wotman & Keavan Yazdani per "Peaches" interpretada per Justin Bieber amb Daniel Caesar & Giveon - Brandi Carlile, Dave Cobb, Phil Hanseroth & Tim Hanseroth per "Right on Time" interpretada per Brandi Carlile | [ 62 ] |
| 2023 | Bonnie Raitt                                                        | "Just Like That"        | Bonnie Raitt   | - Sara Davis, Gayle & Dave Pittenger per "ABCDEFU" interpretada per Gayle - Mellisa "Lizzo" Jefferson, Eric Frederic, Blake Slatkin & Theron Makiel Thomas per "About Damn Time" interpretada per Lizzo - Liz Rose & Taylor Swift per "All Too Well (versió de 10 minuts) (The Short Film)" interpretada per Taylor Swift - Tyler Johnson, Kid Harpoon & Harry Styles per "As It Was" interpretada per Harry Styles - Matthew Castellanos, Britanny Fousheé, Diana Gordon, John Carroll Kirby & Steve Lacy per "Bad Habit" interpretada per Steve Lacy - Beyoncé, S. Carter, Terius "The-Dream" Gesteelde-Diamant & Christopher A. Stewart per "Break My Soul" interpretada per Beyoncé - Adele Adkins & Greg Kurstin per "Easy on Me" interpretada per Adele - Tarik Azzouz, E. Blackmon, Khaled Khaled, F. LeBlanc, Shawn Carter, John Stephens, Dwayne Carter, William Roberts & Nicholas Warwar per "God Did" interpretada per DJ Khaled amb Rick Ross, Lil Wayne, Jay-Z, John Legend & Fridayy - Jake Kosich, Johnny Kosich, Kendrick Lamar & Matt Schaeffer per "The Heart Part 5" interpretada per Kendrick Lamar | [ 63 ] |
| 2024 | Billie Eilish O'Connell Finneas O'Connell                           | "What Was I Made For?"  | Billie Eilish  | - Jack Antonoff, Lana Del Rey & Sam Dew per "A&W" interpretada per Lana Del Rey - Jack Antonoff & Taylor Swift per "Anti-Hero" interpretada per Taylor Swift - Jon Batiste & Dan Wilson per "Butterfly" interpretada per Jon Batiste - Caroline Ailin, Dua Lipa, Mark Ronson & Andrew Wyatt per "Dance the Night" interpretada per Dua Lipa - Miley Cyrus, Gregory Aldae Hein & Michael Pollack per "Flowers" interpretada per Miley Cyrus - Rob Bisel, Carter Lang & Solána Rowe per "Kill Bill" interpretada per SZA - Dan Nigro & Olivia Rodrigo per "Vampire" interpretada per Olivia Rodrigo |        |
| 2025 | Kendrick Lamar                                                      | "Not Like Us" *         | Kendrick Lamar | - Sean Cook, Collins Obinna Chibueze & Nevin Sastry per "A Bar Song (Tipsy)" interpretada per Shaboozey - Billie Eilish O'Connell & Finneas O'Connell per "Birds of a Feather" interpretada per Billie Eilish - Dernst Emile II, James Fauntleroy, Lady Gaga, Bruno Mars & Andrew Watt, per "Die with a Smile" interpretada per Lady Gaga & Bruno Mars - Jack Antonoff, Austin Post & Taylor Swift per "Fortnight" interpretada per Taylor Swift amb Post Malone - Kayleigh Rose Amstutz, Daniel Nigro & Justin Tranter per "Good Luck, Babe!" interpretada per Chappell Roan - Amy Allen, Jack Antonoff & Sabrina Carpenter per "Please Please Please" interpretada per Sabrina Carpenter - Brian Bates, Beyoncé, Elizabeth Lowell Boland, Atia Boggs, Megan Bülow, Nathan Ferraro & Raphael Saadiq per "Texas Hold 'Em" interpretada per Beyoncé | [ 64 ] |